# Joué-l'Abbé
Joué-l'Abbé è un comune francese di 1 254 abitanti situato nel dipartimento della Sarthe nella regione dei Paesi della Loira.

## Società

### Evoluzione demografica
Abitanti censiti